# Kleine Jan
Kleine Jan (Engels: Little John) is een waarschijnlijk fictief personage in de legende van Robin Hood. Hij is juist erg groot en zijn bijnaam is dan ook een grap. Robin Hood komt Jan tegen toen die hem wil beletten een smalle brug over te steken. De mannen duelleren en Robin slaat Jan de rivier in (ook omgekeerd). Onder de indruk van Robins vechtkunsten sluit Jan zich aan bij Robins bende, de  Vrolijke Volgelingen (Merry Men).
Meestal wordt Jan gezien als Robins rechterhand of als tweede in de hiërarchie. Hij verschijnt al in de vroegste ballades over de legende zoals A geste of Robyn Hode en Robin Hood's Death.

## Origine
Hij verschijnt al in de eerste Robin Hood-verhalen en ballades en ook in de beschrijvingen van Andrew of Wyntoun in circa 1420 en door Walter Bower in 1440, beide refereren dan nog niet aan andere volgelingen. Wat de suggestie opwekte dat Kleine Jan geassocieerd werd met Robin Hood in deze eerste vermeldingen. Kleine Jan wordt omschreven als een lange man en tot veel in staat zijnde.
In 'A Gest of Robyn Hode' weet hij een berouwvolle ridder te vangen, Robin Hood besluit de ridder zijn vrijheid terug te geven en helpt hem ontsnappen uit  Nottingham, Jan begeleidt hem daarbij als dienaar. In 'Robin Hoods Death' is hij de enige van de Merry man die met zijn voorman mee mag. In de 15e-eeuwse ballade 'Robin Hood and the Monk' komt naar voren dat Kleine Jan en Robin Hood vaak overhoop liggen, na weer een conflict tussen beiden vertrekt Kleine Jan woedend uit het kamp. Maar als Robin Hood gevangen wordt genomen, maakt Kleine Jan plannen om hem te bevrijden, als dit is gelukt biedt Robin hem het leiderschap aan van de groep vrijbuiters, maar Kleine Jan weigert.

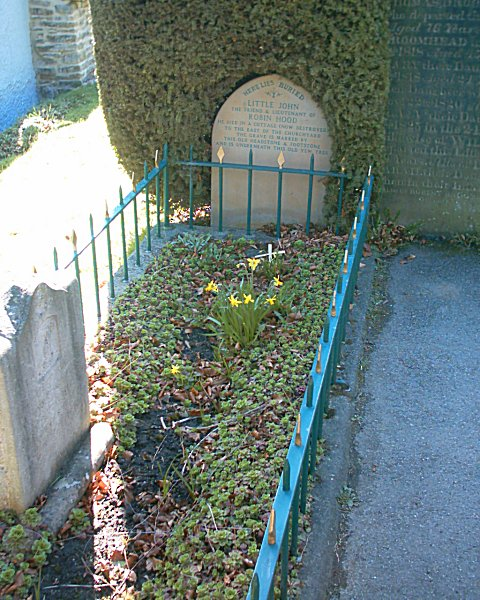
mogelijk graf van Kleine Jan.

Nadat in de 14e en 15e eeuw redelijk veel geschreven is over Kleine Jan blijft het in de 16e eeuw vrij stil, terwijl over het Robin Hood-personage ruimschoots geschreven wordt. In de 17e eeuw wordt dit weer anders, volgens een ballade uit die periode draaft het personage nu op als Kleine Jan en is minstens twee meter groot. Robin Hood komt hem voor het eerst tegen bij een nauwe doorgang van een rivier in het bos, daar wordt hem door Jan de doorgang belemmerd en mag hij hem pas passeren na een stokgevecht. Kleine Jan wint het gevecht wanneer Robin in de rivier belandt. Jan en Robin worden dan toch vrienden en hij neemt deel aan de groep van vrijbuiters (Merry Men).
Uitgaande van de eerste ballades was Kleine Jan aanwezig bij de eerste verhalen en de enige vrijbuitersvolgeling die aanwezig was bij 'Robin Hoods dood'.
Ondanks een gebrek aan informatie over zijn historische bestaan, wordt er een feitelijk graf aan hem gelieerd, hij zou begraven liggen op de begraafplaats Hathersage, Derbyshire. Een moderne grafsteen markeert de plaats waar hij zou liggen. Dit graf is eigendom van de Nailor familie en soms wordt deze naam gegeven als Jans achternaam. Er zijn echter meer historische figuren die door het leven gingen als Jan Klein of Kleine Jan.

## Kleine Jan in film
- Alan Hale sr. speelt Kleine Jan eerst in Robin Hood (1922) in een heel jonge versie als een soort van page. Vervolgens opnieuw in The Adventures of Robin Hood (1938). Hale speelde Kleine Jan nog eens in 1951 naast John Derek in Rogues of Sherwood Forest.
- Andere bekende verschijningen van Kleine Jan waren in en door: Archie Duncan in de Robin Hood-serie uit 1955-1960, Nicol Williamson in Robin and Marian, Clive Mantle in de televisieserie Robin of Sherwood uit de jaren tachtig, Phil Harris als de stem van Kleine Jan de beer in de Disneyanimatiefilm Robin Hood uit 1973, Nick Brimble in Robin Hood: Prince of Thieves (1991) en Eric Allan Kramer in Robin Hood: Men in Tights uit 1993.
- De Nederlandse stem van Kleine Jan in de Disneyfilm van 1976 is Coen Flink. In de luisterversie van de film was dit Jules Croiset.
- Gordon Kennedy speelt Little John in Robin Hood uit 2006.